# Alan Weinstein

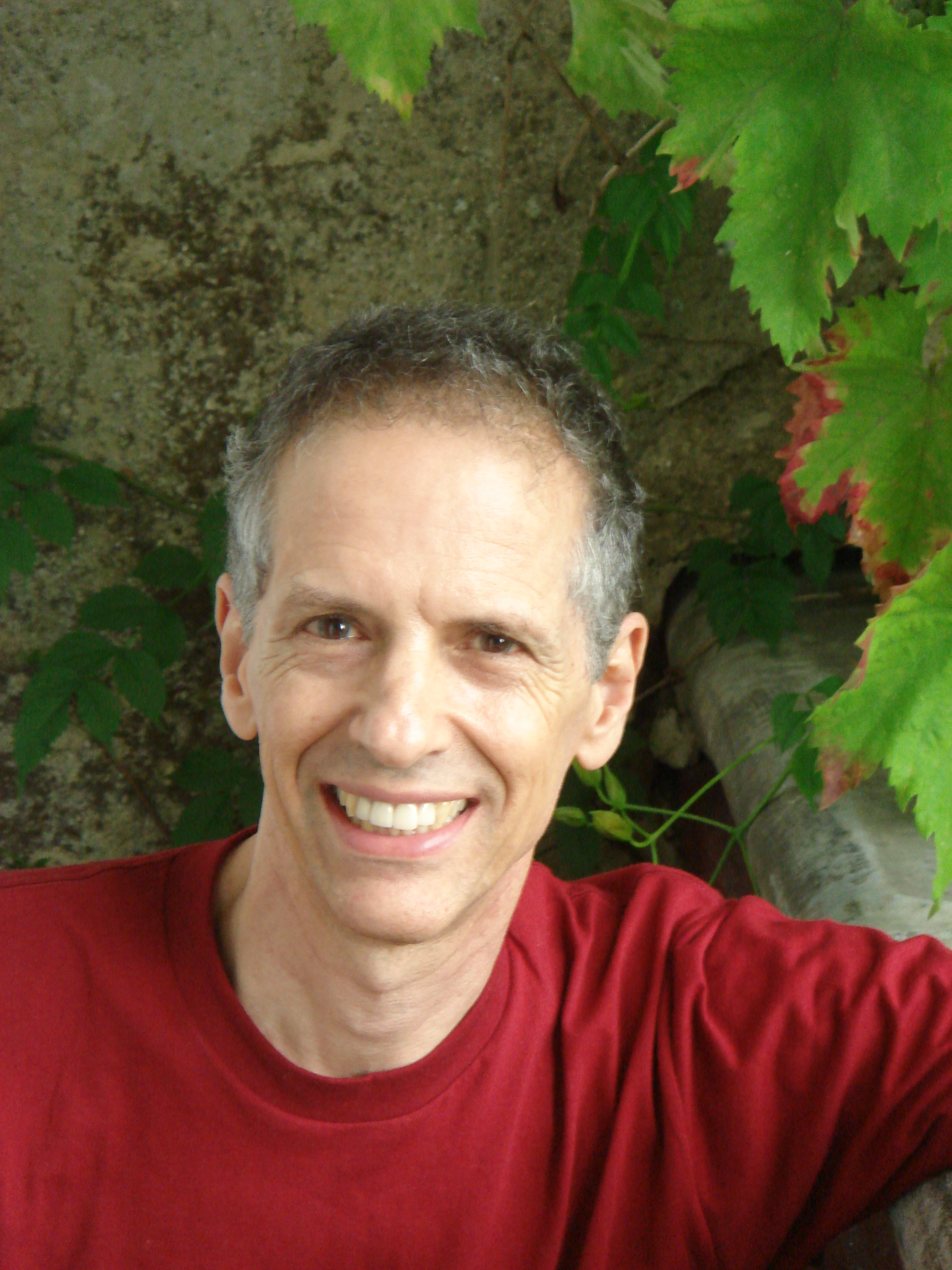
Alan Weinstein, 2008

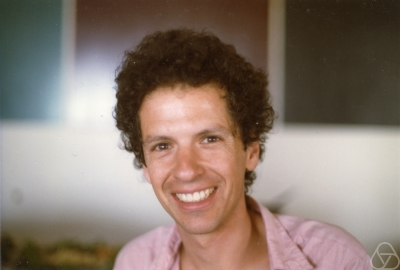
Alan Weinstein in Berkeley, 1985

Alan David Weinstein (* 17. Juni 1943 in New York City) ist ein US-amerikanischer Mathematiker, der sich mit Differentialgeometrie, Mechanik und symplektischer Geometrie beschäftigt.
Weinstein studierte am Massachusetts Institute of Technology (MIT) mit dem Bachelor-Abschluss 1964 und wurde 1967 bei Shiing-Shen Chern an der University of California, Berkeley promoviert (The cut locus and conjugate locus of a Riemannian Manifold). Danach war er Moore-Instructor am MIT (1967) und 1968/69 am Institut für Mathematik der Universität Bonn. Ab 1969 war er als Assistant Professor in Berkeley, wo er seit 1976 eine volle Professor für Mathematik hat. 1978/79 war er Gastprofessor an der Rice University. Von ihm stammt die Weinstein-Vermutung (siehe auch Kontaktgeometrie) und der Satz von Weinstein in der symplektischen Geometrie.
Mit Jerrold Marsden entwickelte er Anfang der 1970er Jahre die Reduktionstheorie mechanischer Systeme mit Symmetrie. 1978 war er Gastredner auf dem Internationalen Mathematikerkongress in Helsinki (Eigenvalues of the Laplacian plus a potential).
Er ist Fellow der American Academy of Arts and Sciences und der American Mathematical Society. Von 1971 bis 1973 war er Sloan Research Fellow. 2003 wurde er Ehrendoktor der Universität Utrecht.
Zu seinen Doktoranden zählt Steven Zelditch

## Schriften
- mit A. Cannas da Silva: Geometric models of noncommutative algebras. Berkeley Mathematics Lecture Notes, AMS, 1999.
- mit S. Bates: Lectures on the geometry of quantization. AMS 1997.
- mit Jerrold Marsden, Anthony Tromba: Basic multivariable Calculus. Freeman, 1983.
- mit Marsden: Calculus 1,2,3. Springer 1985.
- mit Marsden: Calculus Unlimited. Benjamin-Cummings 1981.